# Anne-Hortense Ebéna
Anne-Hortense Ebéna est une athlète camerounaise, spécialiste de la marche.

## Biographie
En 1998, elle remporte la médaille de bronze des championnats d'Afrique en 25 min 33 s 11. 
En 1999, elle remporte le 10 km marche des championnats d'Afrique centrale, en 55 min 23 s 02.
Le 2 novembre 1999, elle bat le record du Cameroun du 20 km marche en 1 h 57 min 46 s.
Elle participe aux Jeux de la Francophonie 2001 au Canada et se classe 10e de l'épreuve du 10 km marche. Elle aurait profité de cette compétition pour ne pas rentrer au Cameroun.

### Palmarès
| Date | Compétition            | Lieu  | Résultat | Épreuve     | Performance    |
| ---- | ---------------------- | ----- | -------- | ----------- | -------------- |
| 1998 | Championnats d'Afrique | Dakar | 3e       | 5 km marche | 25 min 33 s 11 |

### Records
Elle détient le record du Cameroun du 20 km marche en 1 h 57 min 46 s.
| Épreuve      | Épreuve   | Performance     | Lieu    | Date            |
| ------------ | --------- | --------------- | ------- | --------------- |
| 20 km marche | Plein air | 1 h 57 min 46 s | Yaoundé | 2 novembre 1999 |